# Elminia nigromitrata
Az Elminia nigromitrata a verébalakúak (Passeriformes) rendjébe, ezen belül a Stenostiridae családba és az Elminia nembe tartozó, 11-13 centiméter hosszú madárfaj. Korábban a drongófélék (Dicruridae) családjába sorolták. Dél-Szudán, Egyenlítői-Guinea, Elefántcsontpart, Gabon, Ghána, Guinea, Kamerun, Kenya, a Kongói Demokratikus Köztársaság, a Kongói Köztársaság, a Közép-afrikai Köztársaság, Nigéria, Libéria, Sierra Leone, Tanzánia és Uganda trópusi és szubtrópusi nedves erdőiben él. Pókokkal, rovarokkal táplálkozik.

## Alfajai
- E. n. colstoni (Dickerman, 1994) – délkelet-Guinea, Sierra Leone, Libéria, dél-Elefántcsontpart, nyugat- és dél-Ghána, dél-Nigéria;
- E. n. nigromitrata (Reichenow, 1874) – Kamerun, Gabon, észak-Kongói Köztársaság, délnyugat- és délkelet-Közép-afrikai Köztársaság, Kongói Demokratikus Köztársaság, nyugat- és dél-Uganda, délnyugat-Kenya, északnyugat-Tanzánia.

## Fordítás
- Ez a szócikk részben vagy egészben  a   Dusky crested flycatcher című angol Wikipédia-szócikk fordításán alapul.  Az eredeti cikk szerkesztőit annak laptörténete sorolja fel. Ez a jelzés csupán a megfogalmazás eredetét és a szerzői jogokat jelzi, nem szolgál a cikkben szereplő információk forrásmegjelöléseként.